# Calamaria pfefferi
Calamaria pfefferi е вид змия от семейство Смокообразни (Colubridae).

## Разпространение
Видът е разпространен в Япония.